# Kikkertoksoak Islands
Kikkertoksoak Islands är öar i Kanada.   De ligger i territoriet Nunavut, i den östra delen av landet, 1 700 km nordost om huvudstaden Ottawa. Arean är 2,3 kvadratkilometer.
Terrängen på Kikkertoksoak Islands är platt. Öns högsta punkt är 60 meter över havet. Den sträcker sig 2,3 kilometer i nord-sydlig riktning, och 2,3 kilometer i öst-västlig riktning.